# Célestine N'Drin
Célestine N'Drin est une athlète ivoirienne, née le 20 juillet 1963. Elle est spécialisée en 400 et 800 mètres et a représenté la Côte d'Ivoire lors des Jeux olympiques d'été à trois reprises : en 1976, 1984 et 1988.

## Palmarès
| Date | Compétition             | Lieu       | Résultat | Épreuve   | Performance   |
| ---- | ----------------------- | ---------- | -------- | --------- | ------------- |
| 1976 | Gymnasiades             | Orléans    | 1er      | 800 m     | 2 min 8 s 1   |
| 1978 | Jeux africains          | Alger      | 3e       | 800 m     | 2 min 6 s 8   |
| 1982 | Championnats d'Afrique  | Le Caire   | 2e       | 400 m     | 54 s 58       |
| 1982 | Championnats d'Afrique  | Le Caire   | 2e       | 800 m     | 2 min 8 s 2   |
| 1984 | Championnats d'Afrique  | Rabat      | 2e       | 800 m     | 2 min 7 s 72  |
| 1985 | Championnats d'Afrique  | Le Caire   | 3e       | 4 × 100 m | 46 s 98       |
| 1988 | Championnats d'Afrique  | Annaba     | 2e       | 400 m     | 52 s 77       |
| 1988 | Championnats d'Afrique  | Annaba     | 2e       | 4 x 400 m | 3 min 38 s 30 |
| 1989 | Jeux de la Francophonie | Casablanca | 3e       | 4 × 400 m | 3 min 37 s 58 |

## Records personnels
- 400 mètres - 52 s 04 (1988) - record national jusqu'en 2024[2].
- 800 mètres - 2 min 2 s 99 (1990) - record national